# Макара
Ма́кара (санскр. मकर, IAST: makara) — мифическое морское чудовище, известное в индийской традиции и у ряда народов, на которые эта традиция оказала влияние. Макара часто представляется гигантским водным животным (индийский вариант левиафана), сочетающим в себе черты дельфина, акулы и крокодила. Является ваханой Варуны, Ганги и символом бога Камы.
В индуизме соответствует обозначению зодиакального созвездия Козерога.
На санскрите слово означает «морской дракон» или «водяной монстр».
Изображения чудовища широко используются в индуизме и тибетском буддизме, они распространены в странах Южной и Юго-Восточной Азии.
В честь этого существа назван род примитивных китообразных Makaracetus. На черепе этого животного имеются обширные участки, считающиеся местами прикрепления мышц, образующих хоботообразную структуру.

## Галерея
- Скульптурные изображения в Южной и Юго-Восточной Азии
- Храм Нанпайя[англ.], Паган, Мьянма
- Самборпрейкук, Кампонгтхом, Камбоджа
- Северная Ци (CE 550-577), Китай
- Киртимукха, храм Chennakesava в г. Белур, Индия
- Буддийский храм Kalasan, Индонезия
- Буддийский Ват ThatPhun, Вьентьян, Лаос
- Национальный музей Куала-Лумпур, Малайзия
- Индуистский храм в Катманду, Непал
- Wat Suthat, Бангкок, Таиланд
- Тямский наги, выходящий из пасти Макары в Национальном музее вьетнамской истории[англ.]